# Asplenium warneckii
Asplenium warneckii är en svartbräkenväxtart som beskrevs av Georg Hans Emmo Wolfgang Hieronymus. Asplenium warneckii ingår i släktet Asplenium och familjen Aspleniaceae. Inga underarter finns listade.